# Fiat Ferroviaria
La Alstom Ferroviaria S.p.A., ancora conosciuta col precedente nome di Fiat Ferroviaria, è un'azienda del settore ferrotranviario appartenente ad Alstom (precedentemente Gruppo FIAT), fra le protagoniste nella realizzazione di veicoli ferroviari in Europa.
Nata a Torino nel 1917 come "FIAT Sezione Materiale Ferroviario", cambiò ragione sociale in "FIAT Ferroviaria Savigliano" nel 1975 e in "FIAT Ferroviaria" nel 1988. Fu infine venduta nel 2000 alla società francese Alstom, assumendo il nome "Alstom Ferroviaria".
Tra le realizzazioni più prestigiose si annoverano le automotrici termiche note con il nome di "Littorina", quelle della famiglia ALn 668 prodotte dal 1956 al 1983 per i mercati italiani ed esteri, e i primi treni al mondo ad assetto variabile, denominati "Pendolino", nonché un'estesa famiglia di carrelli utilizzati per materiale rimorchiato in tutto il continente.

## Settori di attività
Pur indirizzata nel tempo alla costruzione di rotabili ferroviari di ogni genere, la produzione FIAT si caratterizzò in particolare per i treni leggeri a trazione termica e in seguito per il progetto di un carrello ferroviario particolarmente riuscito, idoneo sia al materiale motore che a quello rimorchiato. L'evoluzione tecnologica raggiunse l'apice con il progetto dei treni ad assetto variabile noti come "Pendolino".

### Automotrici termiche
La produzione di automotrici termiche fu quella che maggiormente caratterizzò la storia della FIAT Ferroviaria, che per l'intera esistenza sviluppò questo tipo di tecnologia avvalendosi dei paralleli progressi in campo motoristico e automobilistico.

#### Le prime "carrozze automotrici"

Logo della ex Fiat Ferroviaria

Lo studio delle prime automotrici per il servizio di linea, intese come veri e propri veicoli ferroviari e non più come "autobus su rotaia" o "tram a petrolio" su cui la FIAT si era cimentata sin dall'inizio del XX secolo, era condizionato dall'incertezza sul sistema di trasmissione da adottare, quella meccanica già di largo impiego sugli autocarri ma messa a punto solo per potenze limitate, o quella elettrica. La FIAT Sezione Materiale Ferroviario decise di non escludere a priori la trasmissione meccanica nonostante le maggiori incertezze che comportava, avviando nel 1924 e nel 1925 due progetti di automotrici con le dimensioni delle carrozze di linea, rispettivamente a trasmissione elettrica e meccanica.
- TA 180 - Un primo progetto di automotrice FIAT comparve in un disegno del 26 febbraio 1924 dal titolo "Carrozza automotrice petroleo elettrica da 200 cavalli", che rappresentava una carrozza ferroviaria lunga 17.750 mm e larga 2.955 equipaggiata con un gruppo elettrogeno che, installato su uno dei carrelli, sporgeva coperto da un cofano dalla testata del veicolo, mentre sul carrello opposto si trovavano i due motori elettrici che azionavano gli assi motori (rodiggio 2'Bo'). Tale disegno, di cui esisteva anche una variante a scartamento ridotto, fu modificato nel 1926 con il potenziamento del gruppo elettrogeno di circa 200 kW) e il suo spostamento sulla cassa, allungata di conseguenza a 19.000 mm, dando vita al progetto dell'automotrice Diesel-elettrica FIAT TA 280 del 6 ottobre 1926, il cui schema venne poi utilizzato per la realizzazione effettiva delle automotrici TA 180, costruite rispettivamente nel 1928 e nel 1929 in due esemplari a scartamento normale (1.435 mm) e due a scartamento ridotto (950 mm), con entrambe le versioni equipaggiate con il motore Diesel FIAT Grandi Motori V206. Le due TA 180 a scartamento normale furono classificate nel parco FS come Ne 8401-8402 ed effettuarono servizio sulla Lucca-Pontedera, mentre le due a scartamento ridotto furono classificate RNe 8901-8902 ed effettuarono servizio sulle linee della Sicilia[3].
- TA 150 - Contemporaneamente i tecnici della Sezione Materiale Ferroviario lavoravano a un tentativo di trasmissione meccanica che venne definito con un disegno complessivo del 4 marzo 1925, intitolato "Automotrice FIAT A. 150", che prevedeva ancora la sistemazione del motore Diesel, dotato di cambio meccanico, su un carrello, mentre l'altro diveniva puramente portante; la scatola del cambio conteneva inoltre una coppia conica che azionava un contralbero trasversale collegato con bielle ai due assi del carrello. Lo schema meccanico adottato evitava le difficoltà allora legate all'uso dell'albero cardanico ma introduceva tutte le criticità delle trasmissioni a bielle e difficoltà nel cambio delle marce, con riflessi negativi su esercizio e manutenzione. La sperimentazione sul veicolo costruito fu negativa e il cambio meccanico venne sostituito sullo stesso carrello che supportava il motore Diesel da una generatrice elettrica, mentre l'altro carrello fu equipaggiato con due motori elettrici sospesi a naso come sulla TA 180. Intorno al 1930 la "nuova" automotrice Diesel-elettrica fu rinominata FIAT TA 150[4].

Sia per la massa elevata del veicolo, sia per i limiti che caratterizzavano ancora la trasmissione elettrica, le automotrici TA 180 e TA 150 non furono in grado di raggiungere quei risultati di velocità, confortevolezza di viaggio, e quindi di immagine, tali da realizzare quel salto di qualità che avrebbe potuto dare impulso alla loro diffusione.

#### Le "Littorine"

Automotrice frigorifero ALHb 64 negli anni trenta

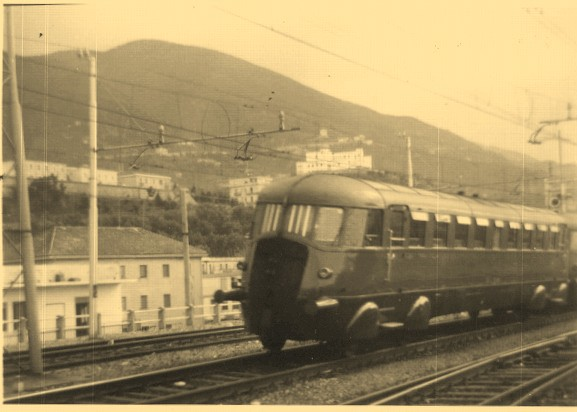
"Littorina" ALn 56.1901 in arrivo a Paola da Cosenza il 1º aprile 1971

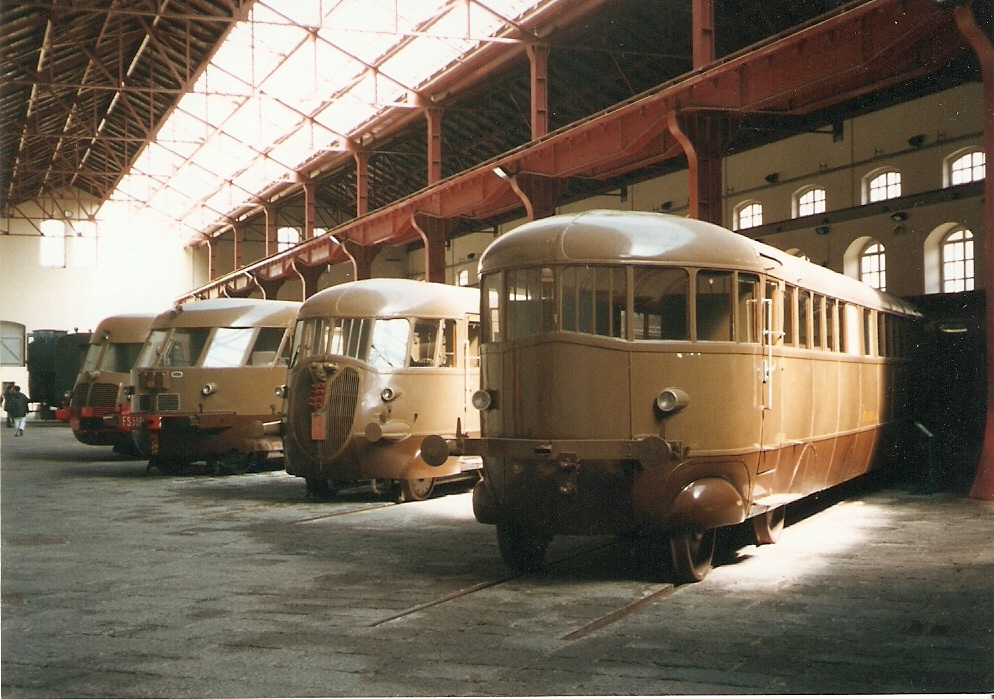
Rimorchiata Ln 55.104 al museo di Pietrarsa

Nel pieno della crisi economica mondiale fu attuato lo studio e la realizzazione di un veicolo completamente nuovo, che riprendeva in parte, correggendone i difetti, l'esperienza poco esaltante della versione Diesel-meccanica della TA 150. La disponibilità di motori termici semplici e leggeri, sviluppati dalla FIAT per i veicoli stradali pesanti e lo sviluppo di cambi meccanici più moderni, consentirono di eliminare le criticità delle trasmissioni a bielle. Ripartendo da questa base il veicolo fu ripensato da zero in tutti i suoi componenti sviluppando tra il 1931 e il 1933 una notevole mole di studi che portò alla realizzazione di una nutrita serie di brevetti sviluppati nell'ambito di un rinnovato interesse generale per il settore ferroviario..
In tale ambito furono concepiti il cosiddetto "carrello FIAT di prima generazione" e la struttura integralmente portante cassa, realizzata in acciaio con rivestimenti in lega leggera secondo una tecnologia ispirata a quella dei dirigibili, per il cui progetto fu impiegato personale che aveva lavorato nello studio per il generale Nobile. Le innovazioni nei motori, nella meccanica, nei carrelli e nella cassa di questi veicoli diedero origine a una famiglia di automotrici leggere a trasmissione meccanica.
A fronte degli ottimi risultati che diedero durante la sperimentazione, le nuove automotrici furono presentate ufficialmente alle autorità in occasione delle cerimonie indette nel dicembre 1932 per celebrare la fondazione della città di Littoria nell'Agro Pontino bonificato, circostanza che determinò il nome di "littorina" per contraddistinguere il nuovo mezzo e quelli che ne derivarono.
Le prime Littorine nacquero equipaggiate con il motore a benzina nei tre modelli FIAT AU4.A, AU4.B e AU4.C corrispondenti alle classificazioni FS ALb 48, ALb 64 e ALb 80, i quali differivano sostanzialmente fra loro per il numero di posti a sedere e di conseguenza per lunghezza, massa e potenza: in particolare le ALb 48 e le ALb 64 erano automotrici con un solo carrello motore – rodiggio (1A)2' – che offrivano rispettivamente 48 e 64 posti, mentre le ALb 80 avevano entrambi i carrelli motori – rodiggio (1A)(A1) – e offrivano 80 posti; una di queste ultime intraprese un viaggio promozionale che la portò in Russia, a Mosca e sulla Leningrado-Soči, dove dimostrò di poter dimezzare il tempo di percorrenza tra le due città rispetto ai treni più veloci del tempo.
Degne di nota le automotrici ALb 25, messe in servizio sulla Foggia-Cerignola ed entrò a far parte del parco FS.
Il primo servizio regolare con le littorine iniziò il 31 luglio 1933 sulla Torino-Santhià-Biella con un'ALb 48 e il successo del nuovo mezzo questa volta fu immediato, tant'è vero che nel 1937 il parco FS aveva già raggiunto i 250 esemplari di automotrici FIAT, che percorrevano giornalmente circa 41.000 km effettuando anche servizi di prestigio con nette riduzioni di orario e servizi turistici.
Su alcune relazioni importanti si ebbe anche un'intensificazione dei servizi rapidi che cambiò positivamente l'immagine della ferrovia, come per esempio le tre coppie giornaliere di rapidi no stop Torino-Milano del 1938, effettuate in un'ora e 24 minuti dalle automotrici Diesel-meccaniche ALn 40, che viaggiavano a 130 km/h su lunghe tratte.
Tra i numerosi modelli di automotrici leggere realizzate dalla FIAT Materfer negli anni trenta del XX secolo sono particolarmente rilevanti le ALn 56, automotrici Diesel-meccaniche a due assi motori con rodiggio (1A)(A1), e le loro derivate ALn 556, che consentirono il comando di due unità dallo stesso banco di manovra, e le automotrici a completa aderenza ALn 56 c.a., sviluppate in versione a quattro assi motori con rodiggio B'B' per la ferrovia Paola-Cosenza, le cui pendenze fino al 60‰ determinarono, sebbene limitata al freno, anche l'uso della cremagliera.

#### Le "Automotrici Ferroviarie Sperimentali" e le OM 72
Nel 1937 la direzione aziendale costituì l'Ufficio Tecnico Automotrici Ferroviarie Sperimentali (UTAFS), in cui vennero fatte confluire professionalità ferroviarie, aeronautiche e automobilistiche con lo scopo di studiare e costruire a spese FIAT alcuni esemplari di automotrici di nuova concezione, inglobandovi il meglio consentito all'epoca dagli sviluppi tecnologici e dalle conoscenze acquisite dall'azienda negli anni di esercizio del numeroso parco di littorine in circolazione. L'UTAFS impostò subito due progetti: quello dell'automotrice monomotore L101, con un carrello con entrambi gli assi motori collegati fra loro e l'altro portante, e quello dell'automotrice bimotore L102, con due carrelli con un asse motore e un asse portante ciascuno.
- Automotrice L101 - La L101 era caratterizzata da una cassa autoportante da 25 m con testate fortemente aerodinamiche che offriva 72 posti a sedere, i carrelli avevano un passo di 3.500 mm e montava un motore FIAT tipo 352 della potenza di 440 CV (circa 324 kW) accoppiato con un cambio meccanico a sei marce che permetteva la velocità massima di 140 km/h. La velocità massima di 140 km/h richiese la progettazione di un nuovo cambio a sei marce che, essendo privo degli innesti marcia sincronizzati come quello delle littorine, richiedeva la presenza a valle della ruota libera. La trasmissione del moto dal cambio alle due sale motrici del carrello anteriore avveniva con uno schema piuttosto singolare che aveva il duplice scopo di ridurre le sollecitazioni sull'albero cardanico, posto tra il cambio sulla cassa e il ponte inversore sul carrello, e sulla zona centrale delle sale motrici. L'automotrice fu distrutta durante il secondo conflitto mondiale nel bombardamento aereo della stazione di Torrazza Piemonte, dov'era stata ricoverata per salvarla dagli eventi bellici[11].
- Automotrice L102 - La L102 era caratterizzata da una cassa autoportante da 25 m con testate aerodinamiche che offriva 64 posti a sedere, i carrelli avevano un passo di 3.000 mm e montava due motori FIAT tipo 700.000 della potenza totale di 370 CV (circa 272 kW) accoppiati con cambi meccanici a sei marce, poi sostituiti da un nuovo tipo a cinque marce sincronizzate, che permettevano la velocità massima di 120 km/h; fu realizzata nel 1939 con lo stesso cambio a sei marce della L101, sostituito nel 1944 col tipo a cinque marce sincronizzate che equipaggiò, nelle due varianti per automotrici monomotori e bimotori, tutte le successive automotrici FIAT. La trasmissione, dovendo azionare un solo asse, manteneva lo stesso schema di quella delle littorine con cambio coppie di ingranaggi sempre in presa, ponte con inversione sull'asse motore del carrello e frizione bidisco semicentrifuga, applicata direttamente la motore. Al termine della sperimentazione l'automotrice fu sottoposta al rifacimento dell'arredamento interno per trasformarla in "automotrice-salone", allo scopo di essere utilizzata quale treno presidenziale della repubblica di Bosnia ed Erzegovina, e consegnata alle ferrovie jugoslave nell'aprile 1954[12].
- Automotrice L103 - Simile alla L102, la L103 fu equipaggiata sin dall'origine col nuovo cambio a cinque marce sincronizzate montato su quest'ultima nel 1944. Come per la L102 fu possibile ottenere tutti i riscontri dalla sperimentazione in marcia e in particolare quelli relativi all'adozione del rivestimento portante di lamiera ondulata in lega leggera rivettata all'ossatura della cassa. Al termine della sperimentazione l'automotrice fu immessa in servizio sulla ferrovia della Val Camonica Brescia-Iseo-Edolo, dove fu immatricolata come automotrice SNFT An 70[12].
- Automotrice FS ALn 72 - Contemporaneamente allo sviluppo delle automotrici ferroviarie sperimentali, l'OM di Milano, confluita in FIAT nel 1938, stava sviluppando, sulla stessa cassa e con identici carrelli, i prototipi delle automotrici a vapore ALv 72, che non ebbero seguito, e delle automotrici Diesel ALn 72.3001-3003, che avevano in comune con le AFS lo spostamento di motori e cambi dai carrelli alla cassa e l'adozione di carrelli più completi rispetto a quelli delle littorine[13]. Una ricaduta immediata dei prototipi ALn 72 dell'OM si ebbe con le automotrici ALn 772, costruite da FIAT e OM a partire dal 1940 e la cui produzione si concluderà per FIAT nel 1941 con le cento unità della serie 1000 (ALn 772.1001-1100), mentre per OM proseguirà fino al 1957 con la serie 3000[14].

#### Automotrici delle ultime generazioni

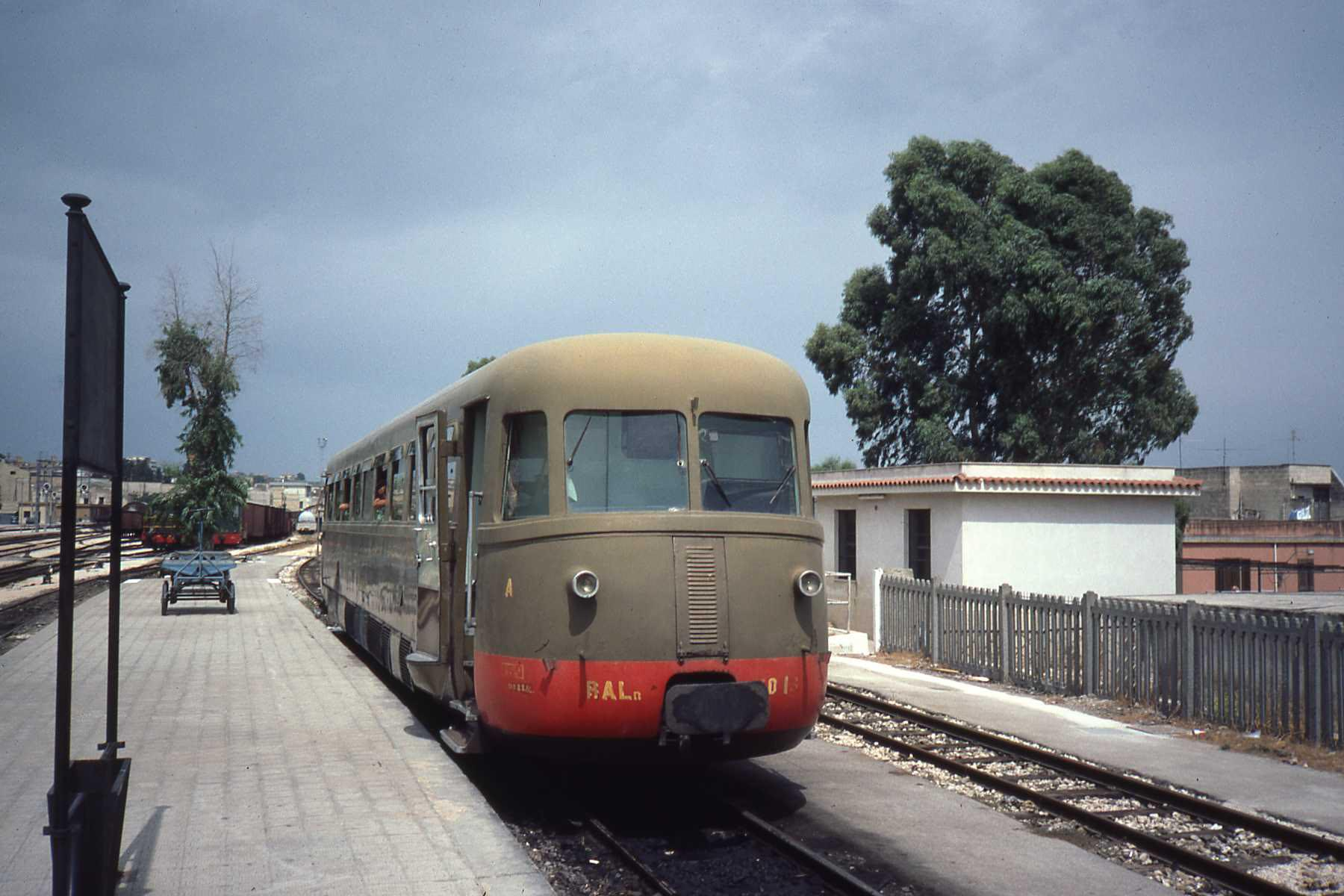
L'automotrice RALn 60.13 (facente parte della serie RALn 60.01-25), costruite per la Ferrovia FS a scartamento ridotto.

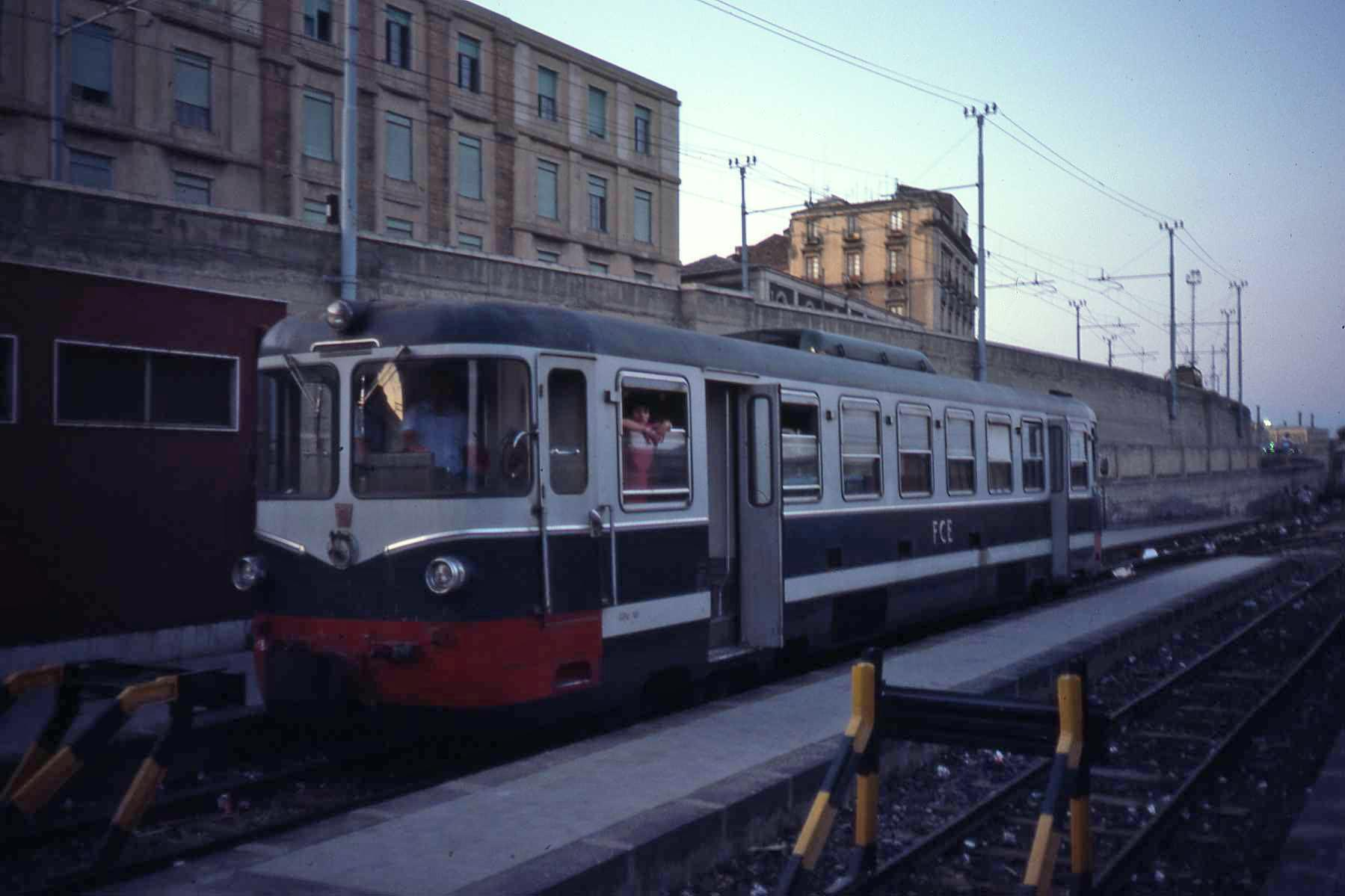
L'automotrice ADe 18 (facente parte della serie ADe 11-20), costruite per la Ferrovia Circumetnea.

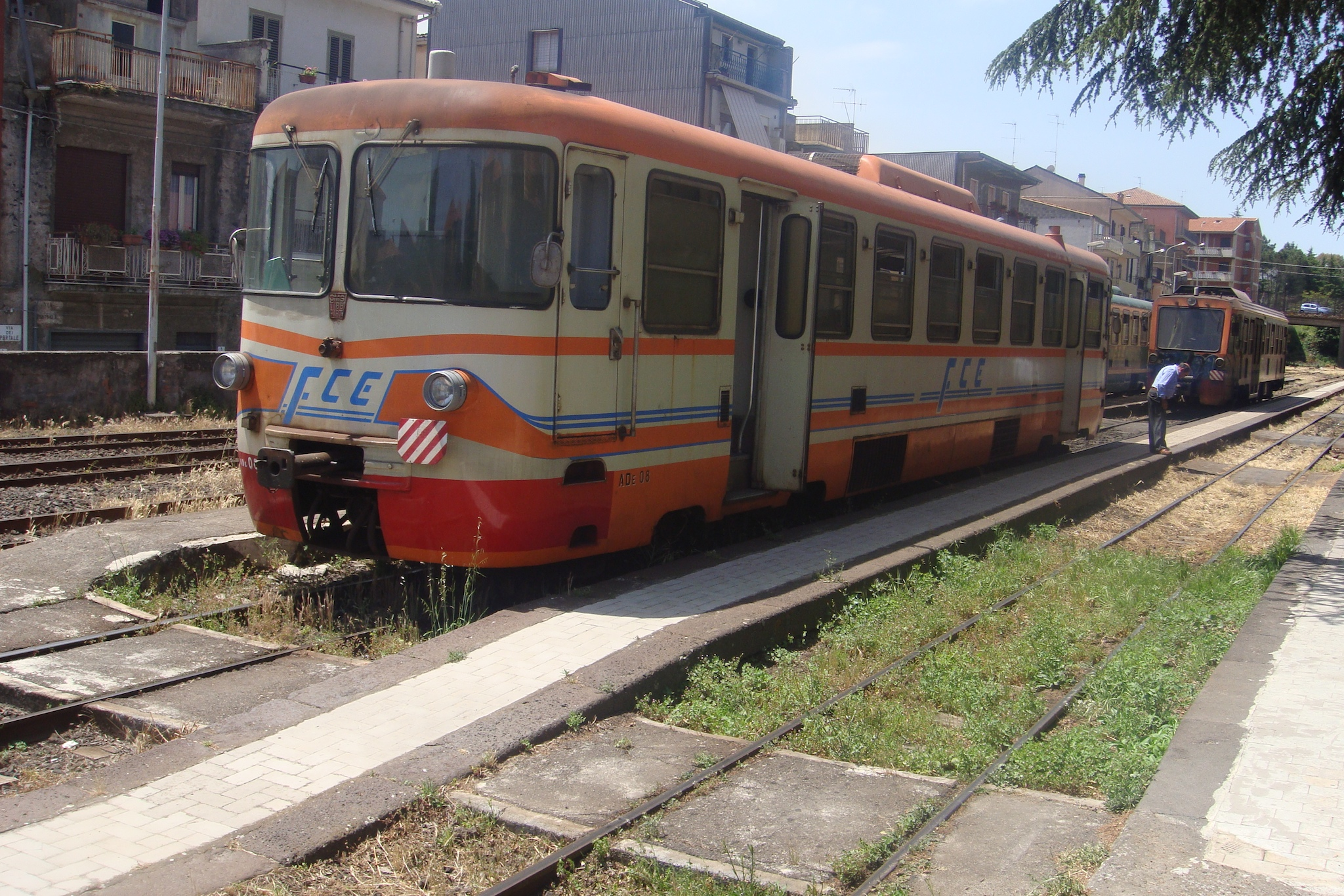
L'automotrice ADe 08 (facente parte della serie ADe 07-10, ex FCL M4 De 151-154), costruite originariamente per le Ferrovie Calabro-Lucane, e successivamente cedute alla Ferrovia Circumetnea.

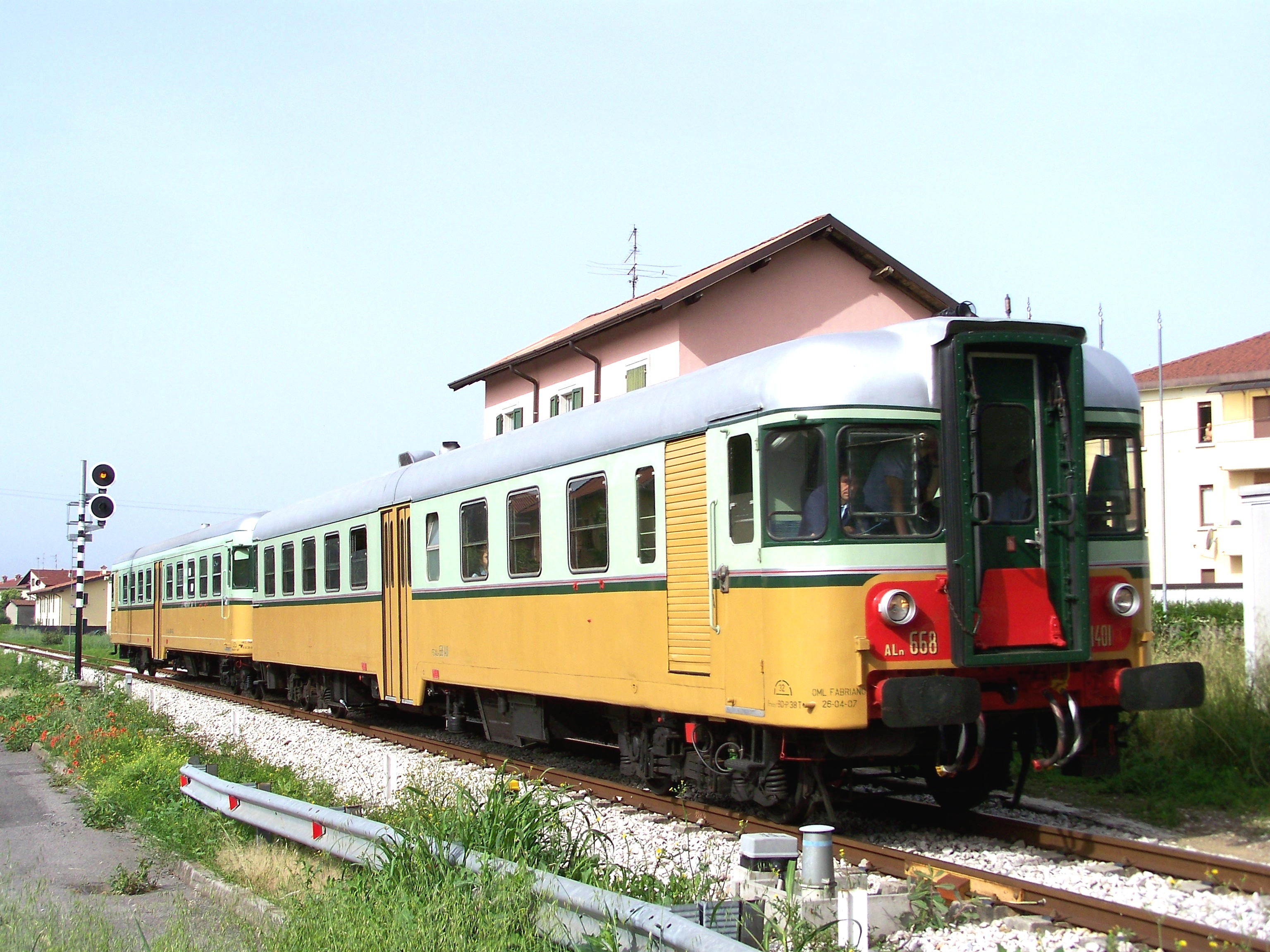
Il prototipo dell'ALn 668.1401, preservato per il parco storico FS, in transito a Rovato Città nel 2008.

Fra il 1947 e il 1950 furono dunque studiate automotrici di forte capacità equipaggiate con un solo motore Diesel a cilindri orizzontali sistemato sotto il pavimento, che portarono alla stesura dei progetti delle ALn 990 da parte di FIAT Materfer e OM e delle ALn 880 da parte della Breda.
I risultati ottenuti con i prototipi bimotore L102 ed L103 poterono essere subito messi a frutto su altri tipi di veicoli che non rientravano nello schema monomotore allora definito dalle FS, cui i tecnici dell'ufficio studi della FIAT Materfer preferivano la soluzione bimotore con entrambi i carrelli a metà aderenza.
Nel 1954, dopo le esperienze delle grosse automotrici monomotore ALn 880 e ALn 990, vi fu invece un ripensamento da parte FS, che sulla base del successo delle littorine anteguerra (ALn 40, ALn 56, ALn 80, ecc.), ritennero opportuno tentare di riprendere la strada delle automotrici bimotore.
- Automotrice FS ALn 990 - L'impulso allo sviluppo delle automotrici dato dalle FS nell'immediato dopoguerra si tradusse nell'ordine delle nuove motrici monomotore ALn 990 e delle relative rimorchiate pilota Ln 990, destinate prevalentemente ai servizi a media distanza nella composizione di due motrici e una rimorchiata pilota, che fu suddiviso tra la FIAT Materfer e l'OM. Le ALn 990 FIAT e OM avevano gli stessi motori ma trasmissioni di concezione diversa. Lo schema meccanico dell'ALn 990 FIAT derivava in buona parte da quello dell'automotrice ferroviaria sperimentale L101. La messa a punto della frizione richiese un travagliato lavoro di modifica che condusse all'inserimento di un giunto idraulico tra motore e frizione, la cui applicazione fu poi generalizzata a tutte le successive automotrici FIAT con cambio meccanico[18].
- Automotrici tipo 072 - Gruppo realizzato nel 1949, costituito da una serie di automotrici e rimorchiate per le linee FS a scartamento 950 mm della Sicilia, immatricolate nel gruppo FS RALn 60
- Automotrici tipo 088 - Gruppo del 1955, costituito da una serie di automotrici ad aderenza totale per la linea a forti pendenze Paola-Cosenza, immatricolate nel gruppo FS ALn 64
- Automotrici tipo 077 e 116 - Risalenti rispettivamente al 1950 e al 1960, erano costituiti da due serie di automotrici e rimorchiate per le Ferrovie Statali Greche (SEK)
- Automotrici tipo 090 - Gruppo del 1955, costituito da una serie di automotrici a scartamento metrico per le Ferrovie Indiane
- Automotrici tipo 120 - Gruppo del 1958, costituito da una serie di automotrici per le Ferrocarriles Consolidados de Cuba
- Automotrici ALn 668 e ALn 663 - A partire dal 1956 tali automotrici svolsero un ruolo fondamentale nell'ammodernamento dei servizi sulle linee non elettrificate italiane e segnarono la presenza della FIAT sulle linee di quattro continenti. Con la commessa 094 del 1954 la FIAT Materfer iniziò la progettazione dei tre prototipi ALn 668.1401-1403, ordinati dalle FS con l'intenzione di farne un "componente tipo" destinato a tutta la parte non elettrificata della rete. Le automotrici ALn 668 furono uno dei veicoli di maggior successo della storia delle ferrovie italiane ed europee, nonché dell'azienda produttrice, che vennero replicati in ben nove differenti serie per le FS e dai quali derivarono numerose varianti per l'estero e per le ferrovie in concessione italiane. Nel 1984 nacquero due ulteriori serie di ALn 668 che, a seguito di una variazione dell'arredamento interno e del numero di posti, che passarono da 68 a 63, furono classificate nel nuovo gruppo ALn 663[19].

### Autotreni
La costruzione di convogli a trazione termica a composizione bloccata, definiti "autotreni", rappresentò la naturale evoluzione dell'automotrice. Dopo i primi sfortunati esemplari forniti alle FS, la produzione FIAT consentì di sviluppare un treno di lusso per le ferrovie egiziane e, dall'esperienza maturata con le ALn 990, furono derivati tre convogli che segnarono l'inizio dell'ammodernamento delle reti ferroviarie spagnola e argentina. L'ultima realizzazione fu rappresentata dal prototipo ad assetto variabile, rimasto senza seguito.

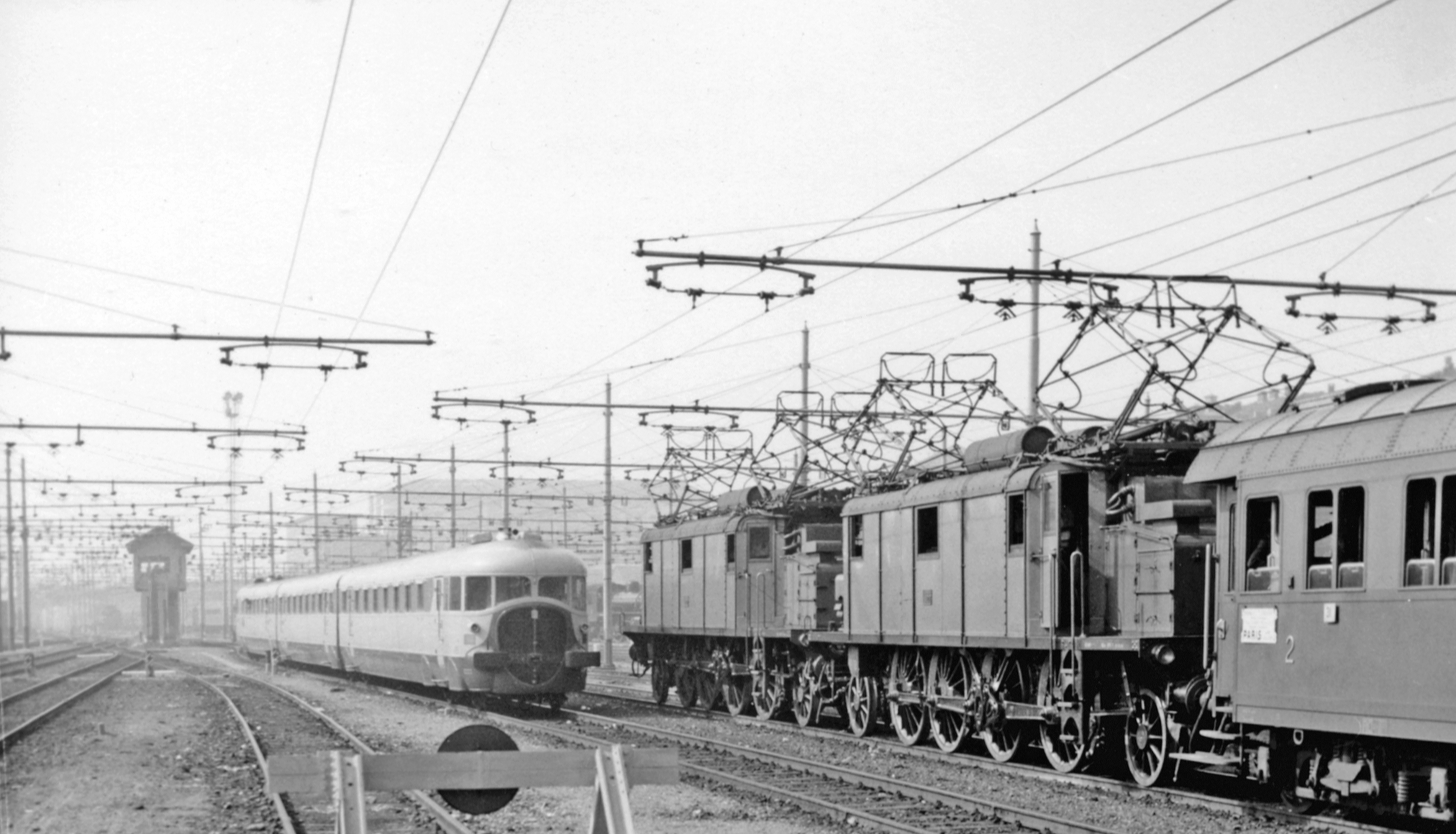
Autotreno FS ATR 100 a Torino nel 1959

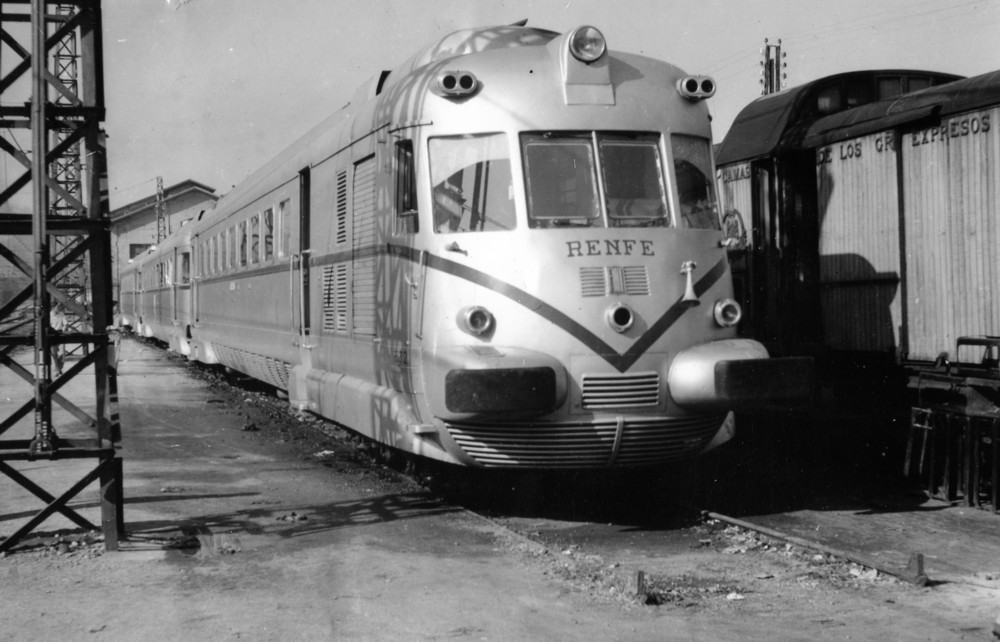
Autotreno TAF 9532 della RENFE a Irun nel 1955

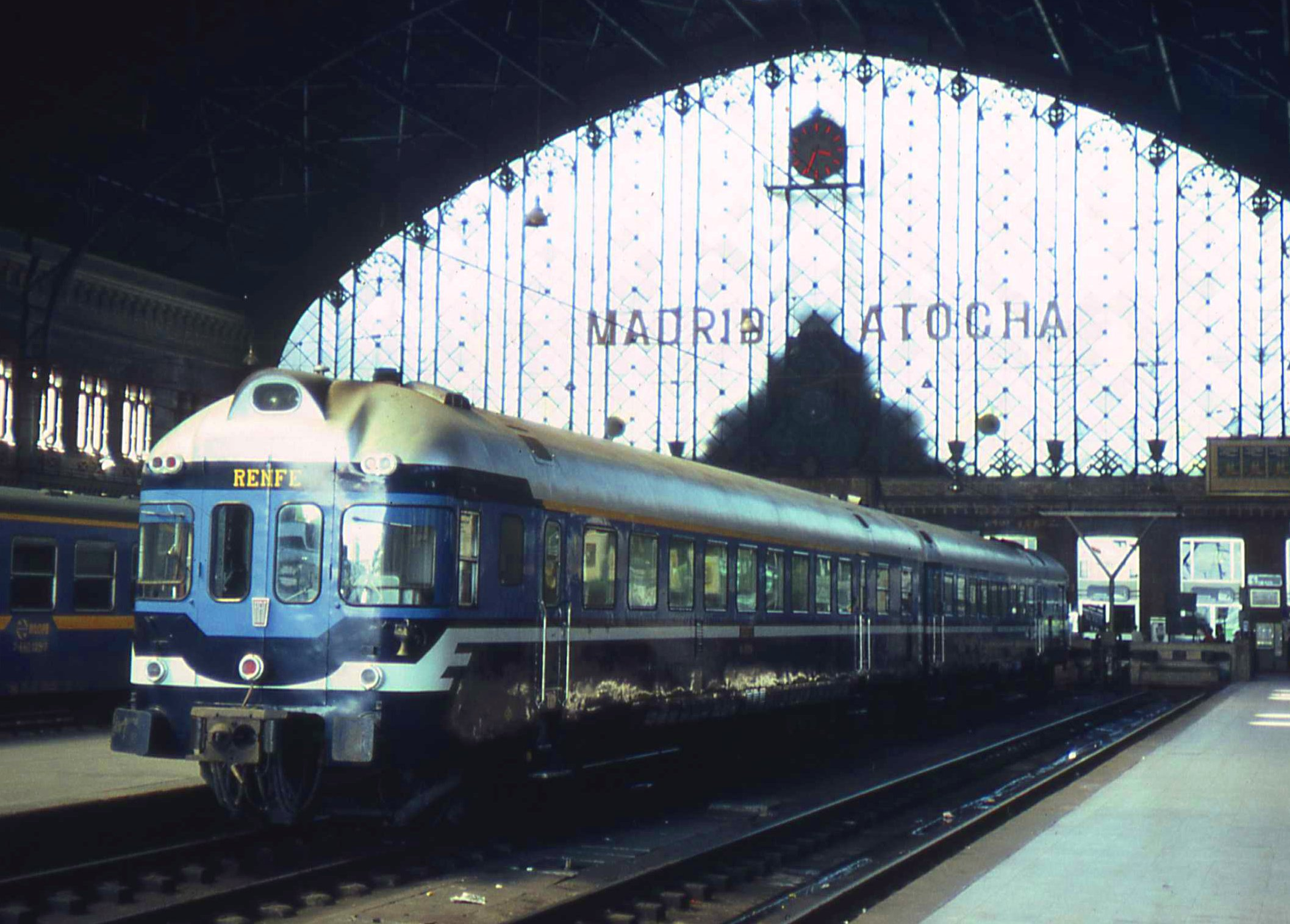
Autotreno TER della RENFE a Madrid Atocha nel 1981

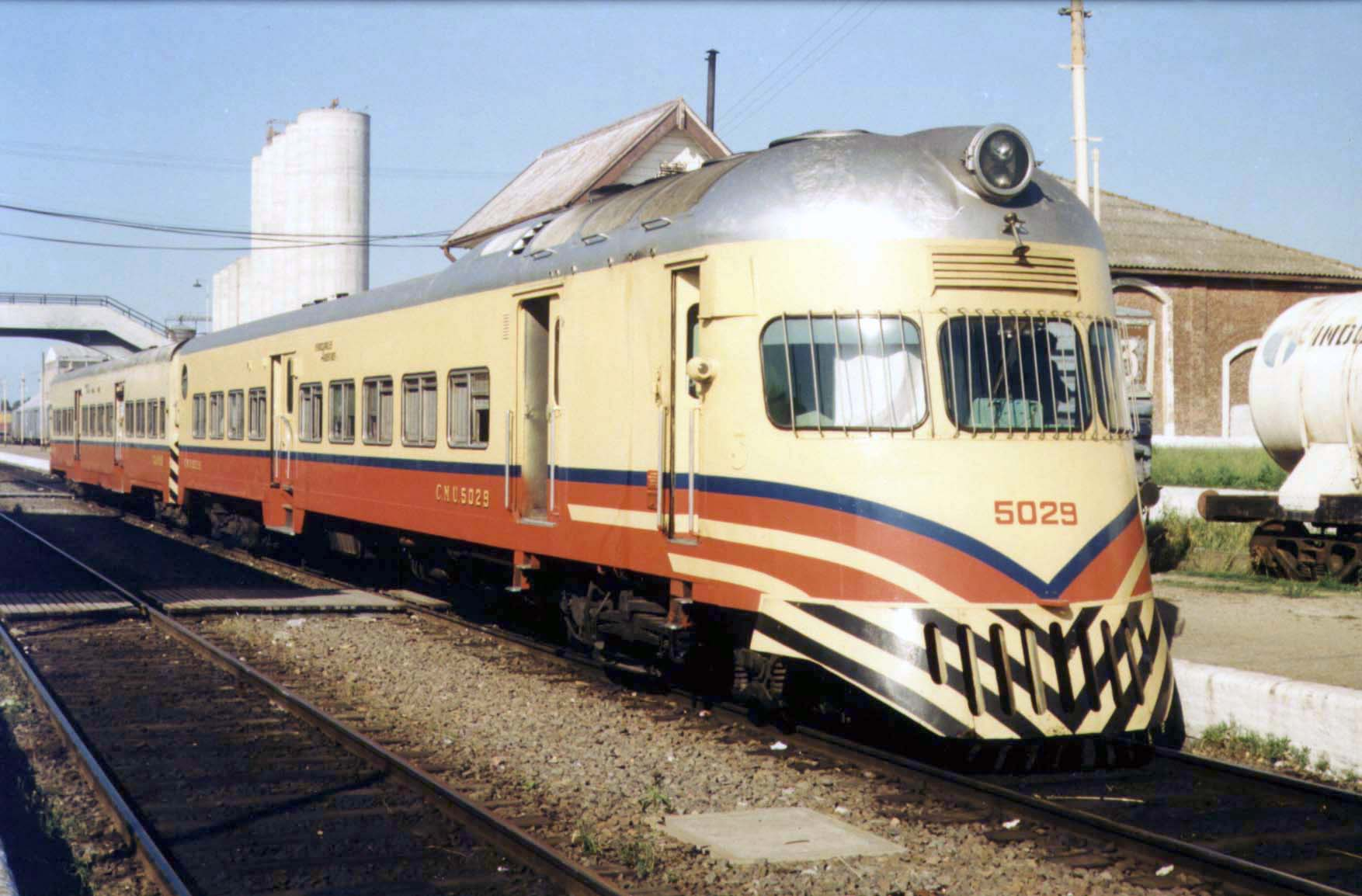
Autotreno FIAT 7131 dell'EFEA nella stazione di Cañuelas nel 1990

- Autotreno FS ATR.100 - La FIAT Materfer sviluppò nel 1934 un treno automotore articolato a trazione Diesel-meccanica, equipaggiato con due motori da 600 CV capace di raggiungere i 160 km/h. Il convoglio, identificato come tipo FIAT 016 e immatricolato nelle FS come ATR.100, era composto da tre casse su quattro carrelli, di cui gli estremi avevano un asse motore ciascuno, mentre gli intermedi, su cui poggiavano le casse attigue, erano portanti. La messa a punto si rivelò difficile e mise in evidenza problemi legati alla sistemazione dei motori sui carrelli, all'eccessiva rigidezza trasversale tra cassa e carrelli e alle oscillazioni di rollio della cassa intermedia. L'ATR.100 fu costruito in 9 esemplari (ATR.101-109) ultimati nel 1940, ma la lunga messa a punto e lo scoppio della guerra non ne permisero l'ingresso in servizio e quattro unità andarono distrutte. Al ritorno della pace la carenza di materiale rotabile indusse a ripristinare i cinque autotreni superstiti che, modificati per aumentarne la capacità con la trasformazione in ambiente viaggiatori della carrozza precedentemente destinata ai servizi, vennero messi in servizio ed accantonati definitivamente nel 1961[21].
- Autotreno FS ATS 1 - L'autotreno salone ATS 1 venne progettato in comune tra l'Ufficio Studi delle FS e la Fiat sulla scia del successo ottenuto dagli ATR 100 e costruito tra 1939 e 1940 come mezzo di lusso e di rappresentanza in caso di viaggi di alte personalità. Era un convoglio composto di due casse inscindibili poggianti su di un unico carrello centrale. I due carrelli estremi erano motori, con una potenza complessiva di 561 kW. La meccanica era identica a quella degli ATR. Era dotato di cucina, sala da pranzo, salotto, camere da letto e servizi igienici completi di docce. La velocità era di 135 km/h. Presto accantonato a causa della guerra, durante la quale venne quasi distrutto, fu avviato alla demolizione nel 1949[22].
- Tren Automotor FIAT (TAF) - Nel 1949 la RENFE necessitava di sostituire la trazione a vapore sulla rete spagnola, fornendo l'occasione alla FIAT Materfer di ripercorrere la strada dei treni automotori leggeri con motori a combustione interna. Tra il 1952 e il 1954 furono realizzati con questo obiettivo i "Trenes Automotores FIAT", costituiti da cinquanta automotrici (M) e venti rimorchiate pilota (R) configurate prevalentemente nella composizione M+R+M, con 174 posti di prima e seconda classe più bar e servizio ristorante, che furono messi in servizio sulle relazioni principali gestite. Tre autotreni identici, salvo per lo scartamento, furono ordinati nel 1953 dalle Ferrovie Portoghesi (CP) per il servizio sulla linea Lisbona-Porto[23].
- Tren Español Rápido (TER) - Nel 1963 fecero seguito i sessanta "Trenes Españoles Rápidos", costituiti da coppie di motrice e rimorchiata con parecchie migliorie rispetto ai predecessori, che portarono il parco degli autotreni FIAT sulla rete RENFE a 80-90 unità a seconda delle composizioni adottate. Tra le migliorie introdotte con gli autotreni TER sono di particolare rilievo l'aumento della potenza del motore Diesel di oltre il 50%, che consentiva la realizzazione di composizioni M+R+R+M, con una rimorchiata in più rispetto ai TAF, e il massimo perfezionamento del carrello FIAT di seconda generazione[24].
- Autotreni 7131 - Anche per le ferrovie argentine fu scelta la formula del treno Diesel automotore composto da una motrice e una rimorchiata pilota, realizzando a Torino il progetto dell'autotreno tipo 7131 e la produzione nello stabilimento FIAT Concord di Córdoba, da cui la prima motrice uscì nel 1960. L'autotreno tipo 7131 per l'EFEA offriva 195 posti tra motrice e rimorchio, che potevano raddoppiare sfruttando la possibilità di accoppiare due treni in comando multiplo, era dotato di cambio idraulico a funzionamento automatico e di radiatori disposti sul tetto per evitare l'intasamento da parte della polvere organica presente nella pampa argentina; dovendo inoltre circolare anche su linee con armamento molto leggero (rotaie da 25 kg/m), fu necessario prevedere il carrello motore a tre assi, realizzando un treno con rodiggio (A1A)2'+2'2'. Gli autotreni 7131 furono prodotti per l'EFEA nelle versioni a scartamento largo e normale per un totale di 339 veicoli, comprendenti 171 motrici e 168 rimorchiate pilota[25].
- Treno reale egiziano - Nel 1951 la FIAT assolse il prestigioso incarico dal governo egiziano di costruire il treno reale, consistente in un autotreno a due casse su quattro carrelli composto da una motrice ad aderenza totale equipaggiata con due motori SBB da 960 CV complessivi e da una rimorchiata pilota (rodiggio B'B'+2'2'). Il convoglio era caratterizzato da un arredamento lussuoso di gusto europeo, ma dopo il colpo di Stato di Muhammad Naguib venne trasformato per servizi turistici[26].
- Autotreno FIAT ATR.410 - Un altro sviluppo del carrello ad assetto variabile fu il tipo ATR410 destinato al prototipo del Pendolino Diesel-elettrico Autotreno FIAT ATR.410, concepito per l'esercizio sulle linee non elettrificate italiane[27] e rimasto esemplare unico.

### Carrozze
Quella delle carrozze ferroviarie complete fu per la FIAT una produzione minore ma comprese alcune unità particolarmente significative:
- Con l'acquisizione della Diatto la FIAT Sezione Materiale Ferroviario entrò pure in possesso di capacità artigianali di classe, messe a profitto nella realizzazione del treno reale italiano, che si volle realizzare come un treno di rappresentanza e di prestigio per i viaggi ufficiali del re e della regina. A tale scopo il Ministero delle comunicazioni emise nel 1925 due bandi di gara, per le strutture e per la decorazione del suddetto convoglio, che furono vinti rispettivamente dalla FIAT e da Giulio Casanova. Uscito il 14 marzo 1929 dallo stabilimento di Torino, il treno era composto da tre vetture (una per il re, una per la regina e una sala da pranzo, di cui la prima andò distrutta nel secondo conflitto mondiale) e andava ad affiancarsi ad un altro treno reale, costruito dall'allora concorrente Società Nazionale Officine di Savigliano, destinato ai principi e ai notabili del regno. Le due carrozze sopravvissute alla seconda guerra mondiale furono riprese dallo stesso Casanova nel 1948 per eliminare motti, effigi ed emblemi di casa Savoia e sostituirli con simboli di regioni e città della repubblica[28].
- Nel secondo dopoguerra ritorno alla costruzione delle carrozze avvenne a partire dal 1950 con la fornitura alla CIWL delle carrozze letto tipo P. Si trattava delle prime carrozze che la CIWL fece costruire con tutti i compartimenti singoli disposti su due livelli embricati fra loro, con un allestimento interno di non facile esecuzione che fu uno dei motivi che determinarono l'assegnazione della commessa alla FIAT, anche se la struttura della cassa completamente in acciaio inossidabile, fuori degli standard costruttivi dell'azienda, la costrinse ad appoggiarsi ad altri costruttori specializzati; il cliente prescrisse per queste vetture l'adozione del tipo Schlieren sviluppato in Svizzera nel 1937. La collaborazione con la CIWL ebbe poi un notevole seguito nel dopoguerra, portando all'acquisizione di sette commesse da CIWL ed FS per un totale di 174 carrozze che passarono nel corso degli anni dal carrello svizzero Schlieren al francese Y24, al Minden-Deutz e poi al FIAT di terza generazione[29].
- La FIAT Concord ebbe anche un ruolo importante nel rinnovo del parco carrozze argentino, introducendo una forte unificazione del materiale. Il rinnovo dei parchi ebbe inizio nel 1962 e durò fino alla metà degli anni settanta con la produzione di circa 1.500 carrozze, costruite prima in Italia e poi in Argentina[26].
- La realizzazione di carrozze per le Ferrovie dello Stato italiane proseguì negli anni successivi con partecipazione a commesse affidate all'industria nazionale cui FIAT partecipò prevalentemente con la costruzione dei carrelli.

### Tram

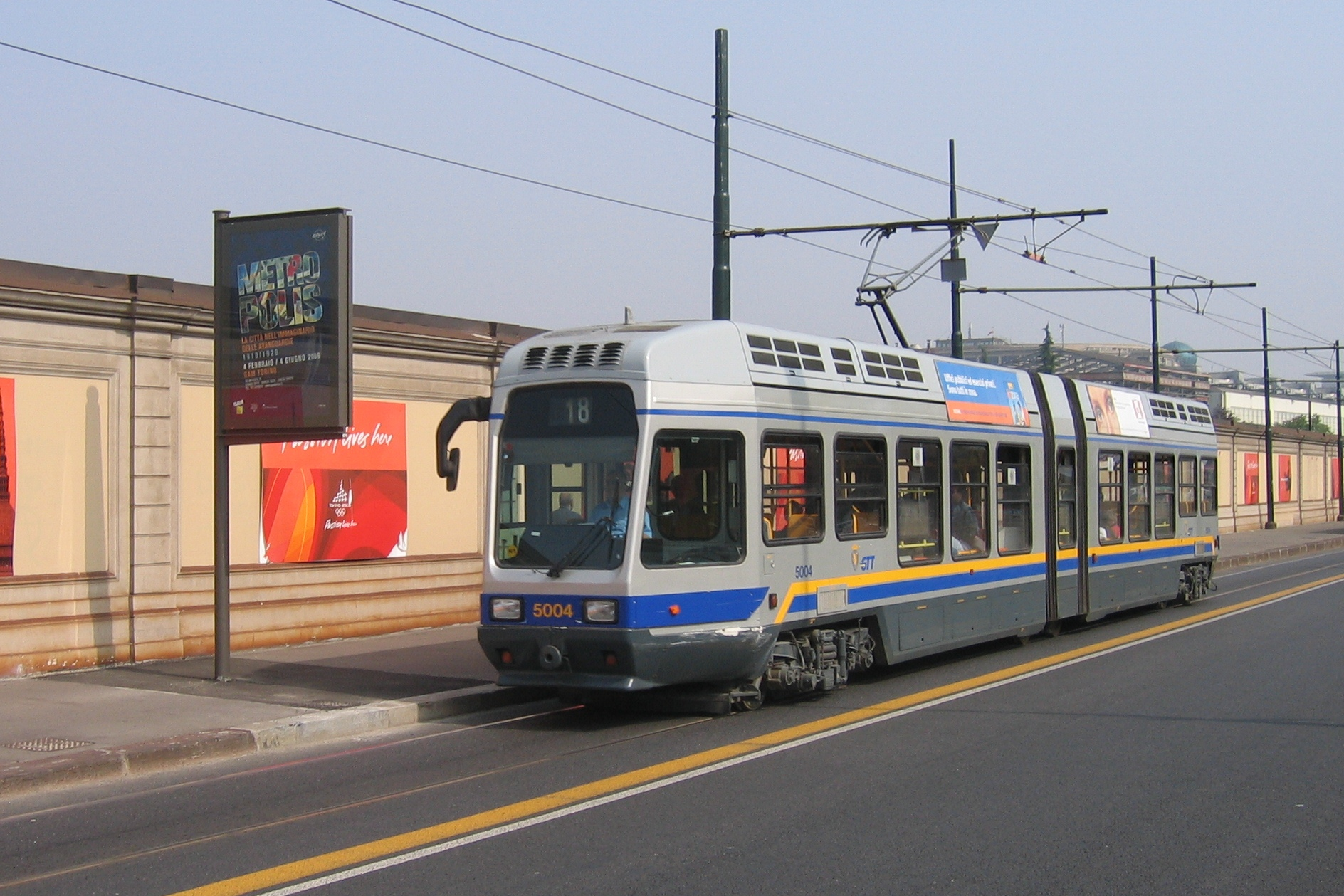
Tram 5004 a Torino, nel 2006

La delibera di una proposta in tal senso avanzata da Giovanni Agnelli portò al primo impegno FIAT nei trasporti su rotaia, consistente nella costruzione di sei tram con motore FIAT e veicolo Diatto che furono messi in funzione nel recinto dell'esposizione di Milano 1906.
Tale attività caratterizzò da allora dapprima la Diatto e poi la Sezione Materiale Ferroviario fino all'immediato anteguerra. Dopo la seconda guerra mondiale essa subì una battuta d'arresto che durò fino a circa la metà degli anni settanta; rimase quindi privo di seguito il prototipo di carrello tranviario studiato durante la ricostruzione e realizzato nel 1950.
L'attività riprese nel 1983 con la costruzione delle sfortunate elettromotrici serie 7000 destinate alla "metropolitana leggera" di Torino, cui fecero seguito nel 1989 le forniture di vetture più tradizionali sempre per Torino (serie 5000) e Roma, con le serie 9100 del 1996 e 9200 del 1998.
Gli ultimi esemplari prodotti a marchio FIAT furono i "Cityway" consegnati a partire dal 2000 a Torino, immatricolati nella serie 6000, e presso la tranvia di Messina.

### Locomotive Diesel
Quella delle locomotive Diesel da treno fu una produzione che caratterizzò l'offerta FIAT per molti anni il mercato italiano, pur non mancando un'importante commessa estera. Ben presto, considerata la taglia di potenza di tali unità, la casa di Savigliano indirizzò i propri progetti alla trasmissione Diesel-elettrica, con centinaia di unità prodotte.

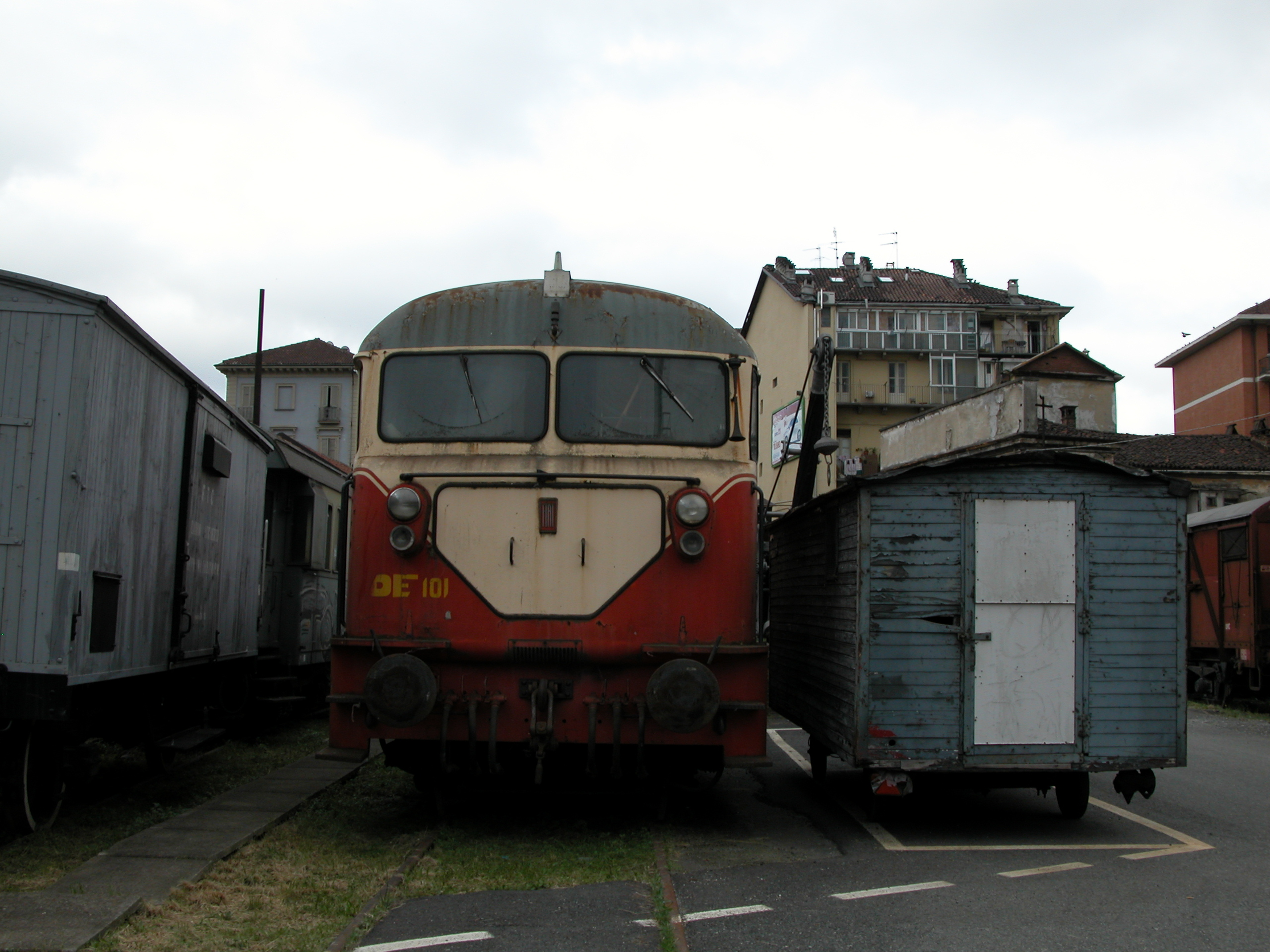
Locomotiva Diesel-elettrica DE 101 della SATTI, tipo FIAT 7144

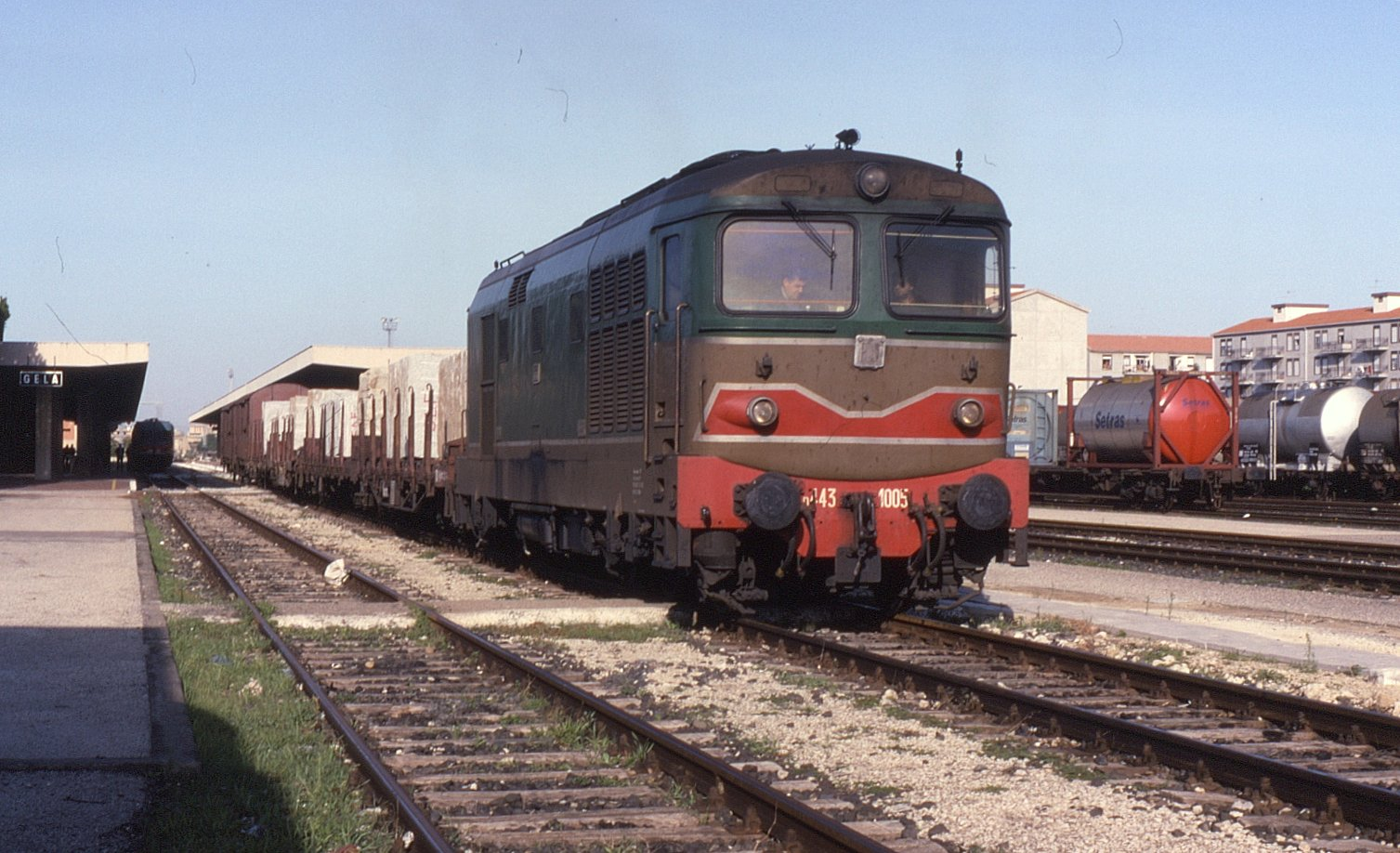
Locomotiva FS D.443.1005 (motore FIAT 2312 SSF) a Gela nel 1995

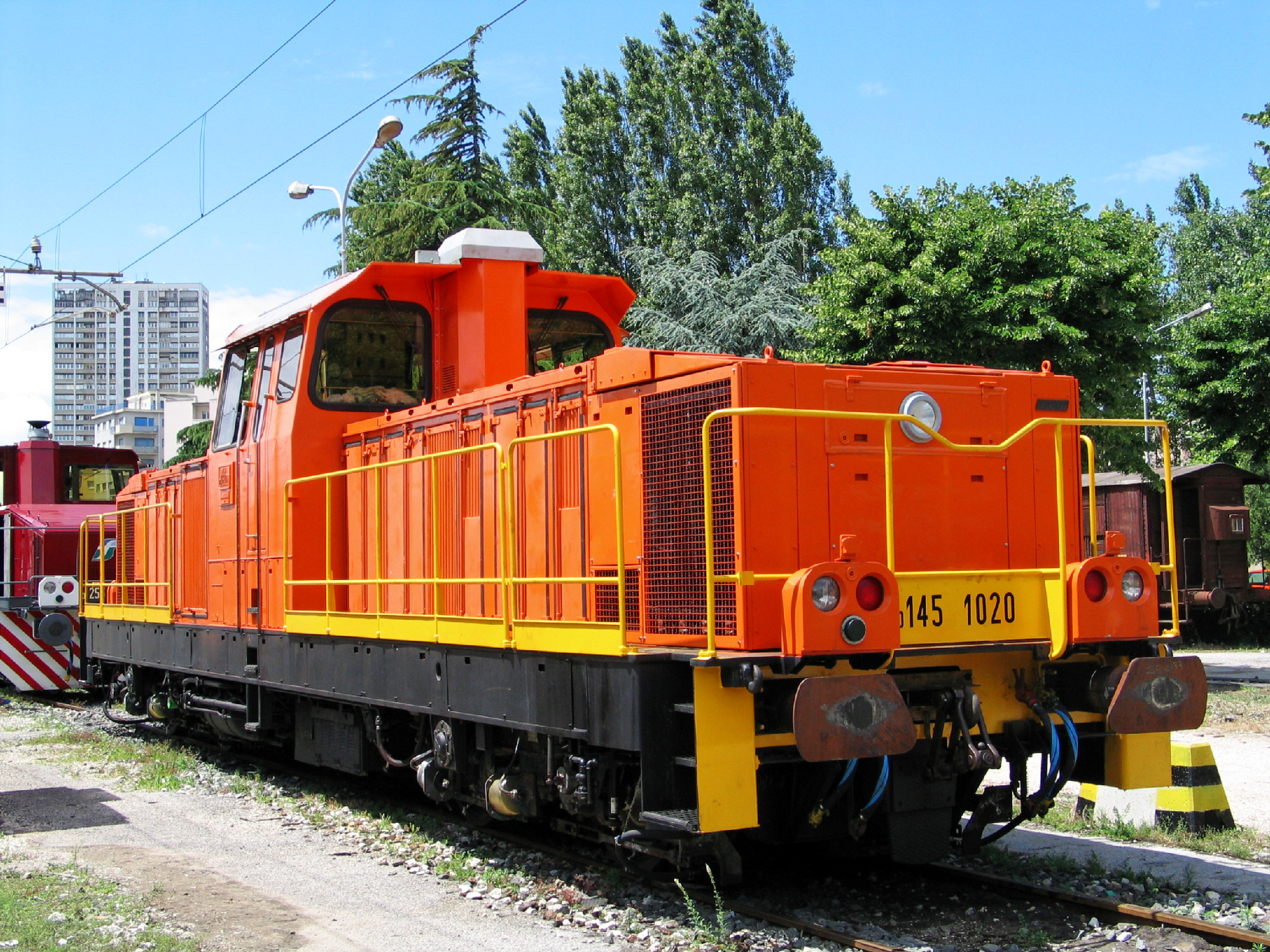
La locomotiva FS D.145 a Rimini nel giugno 2004

- Nel 1923 nacque il progetto della locomotiva MCL 301, messa in servizio nel 1924 sulla rete della Mediterranea Calabro-Lucane. Si trattava di una locomotiva Diesel-elettrica a due carrelli con due assi motori ciascuno della massa di 44 t, equipaggiata con un motore Diesel a due tempi FIAT Grandi Motori tipo Q256 che sviluppava una potenza di 440 CV; la generatrice principale, di costruzione TIBB, alimentava due motori elettrici posti sui carrelli di una carrozza ausiliaria che, avendo gli assi di ciascun carrello collegati fra loro con bielle, poteva contribuire alla trazione con la sua massa aderente di 16 t[34].
- Nel campo delle macchine di bassa potenza, la FIAT Sezione Materiale Ferroviario studiò e costruì a partire dal 1924 la locomotiva Diesel-elettrica TL150, con due assi azionati da due motori elettrici alimentati da una generatrice principale trascinata da un motore Diesel FIAT Grandi Motori tipo VM166 della potenza di 150 CV (circa 110 kW), che ebbe qualche applicazione soprattutto sulle ferrovie coloniali della Somalia[35].
- Le unità del gruppo D.341 rappresentarono di fatto le prime unità di serie di tale tipo, realizzate dalla FIAT Materfer con la supervisione delle stesse FS venti unità di pre-serie dotate di differenti motorizzazioni e azionamenti (gruppi D. 341 101-1016, 2001-2012, 400 e 5001) cui fece seguito una seconda serie di complessive 85 unità[36].
- Il prototipo di locomotiva FIAT E 10011, del 1961, concepito per linee con armamento leggero, era equipaggiato con due motori Diesel Mercedes costruiti su licenza dalla FIAT Grandi Motori, ed equipaggiamento elettrico Alsthom; successivamente immatricolato nel parco FS come D.461.1001 svolse un periodo di esercizio rivelando la debolezza dei motori, circostanza che unita alla difficoltà di manutenzione di un esemplare unico ne determinò la radiazione nel 1978[37].
- Nel 1962 fu realizzata la locomotiva tipo 7144, adatta per i servizi misti delle linee suburbane e destinata alla Ferrovia Canavesana dove fu immatricolata DE 101; era una locomotiva Diesel-elettrica a 4 assi dotata di motore Diesel OM ed equipaggiamento elettrico CGE[38].
- Derivate dalla E 10011 furono le locomotive per le Ferrovie Argentine, realizzate dalla FIAT Concord di Cordoba con equipaggiamento elettrico la Ercole Marelli, che si appoggiava alla propria licenziataria argentina SIAM Elettromeccanica. Frutto di un progetto di unificato che impiegava motori Diesel della serie 230 nelle versioni a 6, 8 e 12 cilindri per coprire le potenze da 1.000 a 2.000 CV, furono costruite tra il 1966 e il 1968 41 unità per la rete a scartamento di 1.000 mm delle Ferrocarril General Belgrano da 1000 CV e due prototipi delle versioni da 1.500 e 2.000 CV[39].
- Il 2 maggio 1964 le FS ordinarono i due gruppi di locomotive D.343 e D.443 divisi in quaranta unità da 990 kW con motore FIAT Grandi Motori (D.343.1001-1040), trentacinque di pari potenza con motore Breda Paxman (D.343.2001-2035), trenta unità da 1400 kW con motore FIAT Grandi Motori (D.443.1001-1030) e venti di pari potenza con motore Breda Paxman (D.443.2001-2020). La progettazione del carrello fu suddivisa tra Breda e FIAT che si occuparono rispettivamente della parte portante e della trasmissione; per quest'ultima fu scelto il tipo ad "anello danzante", con risultati soddisfacenti che ne permisero l'impiego anche sulle successive serie di locomotive Diesel-elettriche[40].
- Con la seconda serie di locomotive, classificate D.345 e D.445 e consegnate tra il 1974 e il 1983, si raggiunse l'unificazione dei motori affiancando all'esistente FIAT 218 SSF il nuovo tipo FIAT 2112 SSF. Sulle D.445 fu adottato un gruppo alternatore-raddrizzatore al posto della generatrice principale a corrente continua; un secondo alternatore coassiale con quello principale permise di sfruttare l'incremento di potenza ottenuto con il nuovo motore 2112 SSF per la produzione dell'energia elettrica per il riscaldamento o il condizionamento delle carrozze tramite la condotta REC a 3 kV. Sulle D.345/D.445 fu adottato un nuovo carrello progettato integralmente da FIAT[41].
- Le locomotive per servizi di manovra pesante D.145 furono ordinate dalle Ferrovie dello Stato agli inizi degli anni ottanta a due diversi costruttori nazionali. La versione proposta da FIAT fu realizzata in trentotto esemplari (unità 1001-1038) e cinque con potenza maggiore per la Ferrovia della Val Camonica e per le Ferrovie reggiane (Reggio Emilia-Guastalla-Sassuolo)[42].

### I carrelli FIAT
Concepiti per l'adozione sulle automotrici termiche, i carrelli FIAT ebbero uso sviluppo indipendente soprattutto nel secondo dopoguerra, arrivando ad equipaggiare migliaia di veicoli rimorchiati in tutta Europa e caratterizzando due generazioni di treni ad assetto variabile.

#### Prima generazione
Con le nuove automotrici leggere concepite negli anni trenta ebbe origine anche il cosiddetto "carrello FIAT di prima generazione", con cui furono equipaggiate circa 700 automotrici e qualche elettromotrice fino alla vigilia della seconda guerra mondiale; questo concetto di carrello, sviluppato interamente dalla FIAT Materfer, si differenziava nettamente da quelli usati in precedenza per essere a un solo stadio di sospensione verticale e quasi privo di sospensione trasversale, caratteristiche che a prima vista potevano farlo sembrare una mera semplificazione delle realizzazioni correnti, mentre presentava invece parecchie innovazioni che verranno confermate a posteriori dalle conoscenze di dinamica ferroviaria rese possibili dallo sviluppo dell'informatica, mentre altre scelte forzatamente empiriche risulteranno poi criticabili alla luce delle stesse conoscenze.

#### Seconda generazione
I carrelli FIAT di seconda generazione videro un parziale ritorno allo schema ante-littorine con l'abbandono dell'attacco delle boccole al telaio, soluzione innovativa non ancora matura per la mancanza degli snodi cilindrici silentblock, e una forte attenzione per la risoluzione delle criticità del collegamento cassa-carrello messe in evidenza soprattutto dall'esercizio delle automotrici ALn 40 e dalle prove degli ATR.100 nella marcia a forte velocità (secondo i canoni di allora).
La cura dei particolari per le sospensioni dei carrelli di seconda generazione emerge anche dai brevetti con cui furono coperti quelli adottati dalle AFS, come per esempio il brevetto n. 377453 del 18 dicembre 1939 relativo all'attacco mediante gomma di balestre e trave oscillante al telaio del carrello "allo scopo di eliminare ogni urto (e relativo rumore) fra elementi rigidi e di impedire che le vibrazioni venissero comunicate alla cassa del veicolo".

#### Terza generazione
La necessità di aumentare velocità e comfort spinse la FIAT Sezione Materiale Ferroviario a sviluppare negli anni sessanta una nuova generazione di carrelli ferroviari che costituì di fatto la terza evoluzione di tale componente dopo quelli realizzati per le automotrici termiche.
Tale sviluppo iniziò nel 1965 con le due automotrici sperimentali 7170, la prima delle quali fu immatricolata provvisoriamente nel parco FS come ALn 668.1999, utilizzata per un ciclo di prove che portarono alla cosiddetta sospensione "flexicoil integrale". Tale esperienza fu applicata su due importanti progetti FIAT: il Pendolino, per il quale il 22 dicembre 1967 fu depositato il brevetto di tale carrello, e le carrozze Trans Europ Express (TEE) delle FS.
Dopo ulteriori prove furono dunque realizzati i carrelli tipo F71 che contribuirono al successo delle carrozze TEE, inducendo le FS a ordinare altre 212 carrozze denominate Gran Conforto rendendo i carrelli F71 i capostipiti di una lunga serie che equipaggiò veicoli italiani e stranieri a partire dal 1970.
Tra i carrelli derivati dal tipo F71 riveste particolare rilevanza per il successo internazionale il tipo FIAT Y0270, derivato direttamente dall'F71 inglobando alcuni particolari del carrello francese Y32, allora in corso di sviluppo, in uno studio in collaborazione con la Società Nazionale delle Ferrovie Francesi (SNCF), che fu scelto nel 1975 per equipaggiare le carrozze unificate europee per servizi internazionali UIC-Z, dette comunemente carrozze Eurofima, il cui primo esemplare fu consegnato nel 1997.
Parallelamente alla complessa vicenda delle carrozze Eurofima, il cui capitolato fu emesso nel 1970, i due carrelli sperimentali 7195CS usati per lo studio dell'F71 furono trasformati con la sospensione secondaria di tipo pneumatico (assumendo la denominazione 7219) e provati intensivamente tra il 1973 e il 1975 dando luogo a una numerosa serie di carrelli per veicoli con forti variazioni di carico, come le carrozze a due piani, le elettromotrici dei gruppi ALe 644, ALe 724, ALe 582, ALe 642 e le rimorchiate Le 724, Le 884, Le 763, Le 562, Le 764, Le 682, usate dalle FS per i servizi suburbani e a media distanza.
Dalla serie originata dal carrello F71 fu derivato nel 1979 il tipo FI, destinato alle carrozze FS per servizi a media distanza MDVC ed MDVE con velocità massima di 160 km/h, che fu alleggerito e dotato di ruote di diametro minore per consentire l'abbassamento del pavimento ed eliminare un gradino nei montatoi.
Rientrano nella famiglia dei derivati dagli F71 anche i carrelli per le carrozze degli ETR.500 entrate in servizio nel 1996, che ne rappresentarono lo sviluppo per le velocità oltre i 250 km/h.
Consolidato il progetto, i medesimi carrelli andarono a sostituire quelli di seconda generazione che equipaggiavano dall'origine le ALn 668, divenendo pio di uso generale negli anni settanta, equipaggiando anche tram e metropolitane.
Un altro sbocco dei carrelli prototipo tipo 7170 del 1965 e 7195 del 1968 fu il tipo 7199 sviluppato nel 1970 per la prima generazione di treni ad assetto variabile Pendolino e da esso fu sviluppato il tipo 460 che equipaggiò la seconda generazione di tali convogli in servizio sulle reti europee.

### Elettrotreni

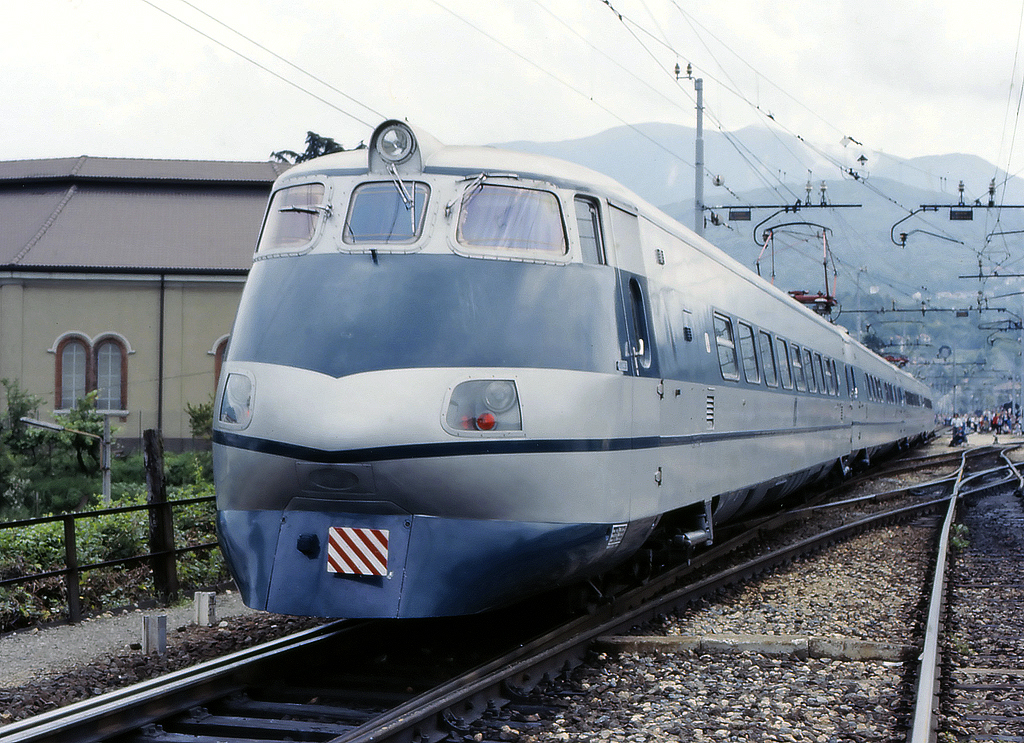
Elettrotreno FS ETR.401

Un altro importantissimo sbocco dei carrelli prototipo tipo 7170 del 1965 e 7195 del 1968 fu il tipo 7199 sviluppato nel 1970 per i treni ad assetto variabile "Pendolino", che equipaggiò l'elettromotrice sperimentale FIAT Y 0160 nel 1971, l'elettrotreno FS ETR.401 nel 1975, il suo omologo per le ferrovie spagnole nel 1977, gli elettrotreni FS ETR.450 nel 1987 e l'autotreno DB 610 nel 1990.
Dallo sviluppo di tale progetto fu in seguito sviluppata la nuova generazione di "Pendolino" a partire dall'elettrotreno FS ETR.460 del 1992, l'S 220 per le ferrovie finlandesi nel 1992, l'ETR.470 per la società Cisalpino nel 1993, l'ICE-T per le ferrovie tedesche nel 1994, l'ETR.480 per le FS nel 1995, il CD-TRAIN per le ferrovia ceche nel 1995, l'IC 2000 Alaris per le ferrovie spagnole nel 1996, il Pendoluso per le ferrovie portoghesi nel 1996, i 3 treni Pendolino (ETR 310) per le ferrovie slovene nel 1996 e la flotta di treni Pendolino per l'operatore inglese Virgin Train, impiegati sulla West Coast Main Line.

## Storia
La società, denominata inizialmente FIAT Sezione Materiale Ferroviario e nota in seguito anche con le abbreviazioni FIAT Materfer o FIAT Materferro, nacque a Torino nel 1917 con l'acquisizione della società torinese Diatto, operativa nel settore ferrotranviario sin dalla metà del XIX secolo, di cui rappresentò la diretta continuazione.

### L'esperienza Diatto
Con l'incorporazione della Diatto, ratificata nell'assemblea straordinaria FIAT del 7 dicembre 1917, la casa automobilistica torinese, già pesantemente impegnata nella produzione di autocarri, aerei e motori per sostenere lo sforzo bellico della prima guerra mondiale, acquisì la capacità di operare anche nel settore dei trasporti su rotaia, attività che fu affidata alla neo costituita FIAT Sezione Materiale Ferroviario.
L'acquisizione della ditta dei fratelli Diatto fu proposta nel consiglio di amministrazione del 25 ottobre 1917 dal cavalier Giovanni Agnelli, che con le parole «… tali officine [Diatto] presentano un avvenire con la costruzione di materiale ferroviario, di cui vi sarà molto bisogno», dimostrò di avere le idee estremamente chiare sulla strada da percorrere e di essere pienamente conscio del fatto che, finito lo sforzo bellico, solo una parte delle nuove conformazioni industriali e finanziarie avrebbe avuto la possibilità di sopravvivere, mentre le altre sarebbero state condannate al ridimensionamento o alla scomparsa.
Varie circostanze fanno pensare che l'acquisizione della Diatto non fosse un fatto occasionale, ma il risultato della costante mira del futuro senatore Agnelli per l'ingresso della FIAT nella produzione di materiale ferroviario: ne è un fatto rivelatore l'intervento nel consiglio di amministrazione dell'8 agosto 1905, in cui Agnelli riferì di aver osservato all'esposizione di Liegi l'applicazione di un motore a benzina su vetture tipo Decauville e, ritenendo pratica un'analoga applicazione per i servizi pubblici, propose di stanziare 100.000 lire per finanziare una campagna di sperimentazione in collaborazione con la ditta dei fratelli Diatto, da effettuare richiedendo la concessione dell'esercizio di una linea tra Torino, Pino Torinese e Chieri e di un'altra nel parco dell'esposizione di Milano 1906. All'obiezione del presidente Scarfiotti, che sosteneva fosse preferibile ideare qualche soluzione meccanica speciale da sottoporre a brevetto piuttosto di associarsi con la Diatto, Agnelli replicò che la clientela speciale e la pratica della Diatto in tale genere di lavori, e in particolare nella carrozzeria, sarebbero state di grande aiuto alla FIAT, ottenendo l'approvazione da parte del consiglio.
Il primo decennio di attività della FIAT Sezione Materiale Ferroviario fu caratterizzato da due obiettivi principali, che consistevano rispettivamente nell'utilizzazione al meglio delle qualificate capacità parartigianali della Diatto e nell'introduzione nel prodotto di questa, e quindi nel mondo ferroviario, di tutti gli elementi dell'attività FIAT in sinergia con esso.
L'indicazione di quali furono i programmi iniziali della FIAT e di quanto essa ereditò dalla Diatto compare in un catalogo risalente ai primi anni venti del ventesimo secolo, in cui risulta che il capitale versato della Sezione Materiale Ferroviario ammontava a lire 200.000.000 e che riporta diverse illustrazioni relative alla produzione Diatto, tra cui in copertina una vettura letti con cassa in legno per la Compagnia Internazionale delle Carrozze con Letti e dei Grandi Espressi Europei, e l'indicazione del programma produttivo di "locomotori elettrici e carrozze automotrici" che, secondo il Santanera, «si riferisce evidentemente alle intenzioni di sviluppo miranti all'utilizzazione della capacità motoristica della Fiat».
Il patrimonio tecnologico della Diatto comprendeva la costruzione di carri merci, carrozze di prima, seconda e terza classe e carrozze letto, sia per le ferrovie italiane che per la CIWL, secondo la tecnica comune agli altri costruttori di materiale rimorchiato del tempo, che prevedeva la realizzazione dei veicoli ferroviari con il telaio d'acciaio composto da elementi chiodati fra loro, generalmente irrigidito con la trave Fink, sul quale veniva impostata la carrozzeria costituita in buona parte in legno, sia per i carri merci che per le carrozze viaggiatori.
La Diatto, essendo essenzialmente una carrozzeria come gran parte dei suoi concorrenti italiani, non possedeva la tecnica dei carrelli ed era costretta a utilizzare modelli e disegni importati da costruttori tedeschi o francesi, fra cui il diffusissimo carrello tipo Brill, che fu prodotto in gran quantità prima dalla Diatto e poi dalla FIAT Sezione Materiale Ferroviario per equipaggiare i tram interurbani della Torino-Trofarello (elettrificata nel 1904), Torino-Gassino-Chivasso (elettrificata nel 1908) e la Torino-Rivoli (elettrificata nel 1914); un carrello monoassiale con una certa possibilità di disporsi radialmente in curva, utilizzato per i tram interurbani per Moncalieri e Chivasso; i carrelli tipo Wagon Lits e Commonwealth per le vetture ferroviarie, che sopravviveranno fino al secondo dopoguerra.
La produzione del carrello tipo Commonwealth in collaborazione con la FIAT Sezione Acciaierie che ne realizzò il telaio in acciaio fuso, contribuì in modo rilevante all'arricchimento delle conoscenze del servizio studi che ne previde l'uso anche per le automotrici e le locomotive Diesel in corso di progettazione, ma che in pratica venne adottato solo sulle carrozze e sui tram, alcuni dei quali rimasero in servizio fino alla fine del XX secolo.
Col patrimonio acquisito dalla Diatto integrato dalle proprie conoscenze nel campo motoristico e consapevole dei limiti che le motrici a vapore allora usate (locomotive con potenze specifiche dell'ordine di 10 CV per tonnellata che, con carrozze di circa 0,9 t di massa per passeggero seduto, scendevano a circa 5 CV per tonnellata di treno, offrendo oltretutto una bassissima confortevolezza di viaggio) manifestavano sia nel trasporto locale FS che nelle tranvie extraurbane, a partire dal 1923 la FIAT Sezione Materiale Ferroviario imboccò decisamente la strada della realizzazione di veicoli ferroviari basati sull'impiego del motore a combustione interna, convinta dei vantaggi che si sarebbero potuti ottenere da un propulsore che si stava via via perfezionando per il trasporto stradale.

### Le ulteriori acquisizioni e la guerra
Nel 1938 le Officine Meccaniche (OM) di Milano confluirono in FIAT, affiancandosi con la loro cinquantennale esperienza ferroviaria alla FIAT Sezione Materiale Ferroviario.
Nel 1960 fu costituita la FIAT CONCORD S.A.I.C. Fábrica de Material Ferroviario di Ferreyra, Córdoba (Argentina), che comprendeva, tra l'alto, le fabbriche Grandi Motori, operativa nel 1955, e di materiale ferroviario, fondata nel 1958. La stessa entrò a far parte, con la FIAT Sezione Materiale Ferroviario, operante nello stabilimento di via Rivalta a Torino, e la FIAT Azienda OM, operante negli stabilimenti di Milano e Brescia, della FIAT Divisione Materiale Ferrotranviario con sede a Torino in corso Marconi 20 e ben presto risultò in grado di soddisfare le esigenze della vasta e complessa rete ferroviaria argentina.
La grande necessità di mezzi di trasporto dopo le distruzioni belliche costrinse le aziende del settore ferroviario a un impegno quasi forsennato per il riequipaggiamento del parco veicoli, a cui la FIAT Sezione Materiale Ferroviario contribuì nell'arco di circa cinque anni con la fornitura di 5850 carri merci di vario tipo, di 455 carrozze viaggiatori e con la riparazione di 130 automotrici variamente danneggiate durante la guerra.
Il lavoro di studio e sperimentazione svolto a partire dal 1940, e in parte anche durante la guerra, permise inoltre all'azienda di affrontare, in parallelo all'impegno di ricostruzione, un'intensa attività riguardante la progettazione di nuove automotrici, la ripresa degli studi di locomotive Diesel, la ricerca per l'ammodernamento dei tram e il ritorno a tipi di prodotto, come le carrozze letto, che erano rimasti esclusi da tempo dall'attività della Sezione Materiale Ferroviario.

### Il secondo dopoguerra
Sfortunatamente non tutte queste attività preparatorie portarono all'acquisizione di commesse, infatti oltre che dalle necessità della ricostruzione, il dopoguerra fu caratterizzato da una forte indecisione del potere pubblico sul futuro del trasporto su rotaia (a cui l'estendersi della motorizzazione stradale e dell'aviazione civile aveva tolto il monopolio dei sistemi di trasporto) i cui effetti negativi durarono per alcuni decenni causando lo smantellamento di molte reti urbane e suburbane con l'arresto completo della costruzione di tram, anni di incertezze per le Ferrovie dello Stato sulla scelta dei servizi che sarebbe stato vantaggioso mantenere e sviluppare e un conseguente altalenare delle commesse che causò difficoltà non trascurabili alla FIAT Sezione Materiale Ferroviario, fortunatamente superate almeno in parte con il lavoro non ferroviario ricevuto dalle altre sezioni dell'azienda.
Nel 1973 il Gruppo FIAT acquisì dalla CEAT lo stabilimento ferroviario di Savigliano della Società Nazionale Officine di Savigliano (SNOS), storiche officine di Piazza Galateri fondate nel 1880, dove trasferì gli uffici amministrativi e dove iniziò a concentrare tutta la produzione ferroviaria FIAT del nord Italia; lo storico stabilimento Materfer di via Rivalta a Torino passò quindi alla produzione automobilistica di veicoli commerciali. Contestualmente a questa ristrutturazione, che interessò tutto il Gruppo FIAT, nacque il settore FIAT Prodotti e Sistemi Ferroviari, a cui fecero capo:
- FIAT Ferroviaria Savigliano S.p.A., società caposettore con sede a Torino in via Magenta 14;
- Elettrotrazione S.p.A., società controllata con sede a Torino;
- O.ME.CA. S.p.A., società consociata con sede a Reggio Calabria;
- Ferrosud S.p.A., società consociata con sede a Matera;
- Intermetro S.p.A., società consociata con sede a Roma;
- Elettromeccanica Parizzi S.p.A., società consociata con sede a Milano.

Nei primi mesi del 1988 la denominazione FIAT Ferroviaria Savigliano cambiò in Fiat Ferroviaria.
Nell'autunno del 1990 fu stabilito un accordo tra il Gruppo Fiat e la società francese Compagnie Générale d'Électricité (CGE), proprietaria dell'Alstom, costruttrice del TGV, per la cessione del controllo del pacchetto azionario della Fiat Ferroviaria. L'accordo, che avrebbe dovuto diventare operativo nei primi mesi del 1991, non ebbe tuttavia seguito.
Nell'agosto del 1995 la Fiat Ferroviaria acquisì il 60% del pacchetto azionario della società svizzera operante nel settore ferroviario della Schweizerische Industrie Gesellshaft (SIG), specializzata nella costruzione di carrelli, passaggi intercomunicanti fra carrozze ferroviarie e di un particolare sistema di assetto variabile.

### La cessione
Il 1º agosto 2000 Fiat Ferroviaria cedette la propria attività alla nuova società Fiat Industria Ferroviaria, costituita il 1º giugno dello stesso anno, con un'operazione che costituì la fase preparatoria alla cessione del 51% del pacchetto azionario all'Alstom in attesa del nulla osta da parte della Commissione Europea Antitrust. L'accordo di cessione per la vendita del rimanente 49% nell'arco di due anni fu perfezionato il 18 ottobre 2000 a seguito dell'autorizzazione antitrust concessa il precedente 19 settembre. Il restante 49% della quota azionaria fu acquisito ad aprile del 2002. L'accordo comprese anche la controllata Elettromeccanica Parizzi (fondata nel 1955), con sede a Sesto San Giovanni, e Fiat-Sig (Svizzera), accorpate sotto il nome di Alstom Ferroviaria, con ciò sancendo il definitivo abbandono del settore ferroviario da parte di Fiat.

## Archivio
L’archivio dell’azienda è conservato presso il Centro storico Fiat nel fondo Materfer (estremi cronologici: 1881 - 1974).